# Медаль «95-летие национальным органам безопасности Азербайджанской Республики (1919—2014)»
Юбилейная медаль «95-летие национальным органам безопасности Азербайджанской Республики (1919—2014)» (азерб. «Azərbaycan Respublikası milli təhlükəsizlik orqanlarının 95 illiyi (1919—2014)» yubiley medalı) — государственная награда Азербайджанской Республики.

## История и положения
Медаль «95-летие национальным органам безопасности Азербайджанской Республики (1919—2014)» была учреждена Законом Азербайджанской Республики от 22 ноября 2013 года № 818-IVQD.
Медаль присуждается военнослужащим, гражданским работникам, ветеранам, а также другим лицам, которые достигли высоких результатов при выполнении служебных обязанностей в национальных органах обеспечения безопасности Азербайджанской Республики, защищая национальные интересы страны от внутренних и внешних угроз, в области разведывательной и контрразведывательной деятельности, охране государственной тайны, борьбе с преступностью, а также за активное участие в обеспечении национальной безопасности и особых заслуги в развитии национальных органов обеспечения безопасности.

## Описание
Юбилейная медаль «95-летие национальным органам безопасности Азербайджанской Республики (1919—2014)» круглой формы диаметром 35 мм и изготовлена из бронзы и покрыта серебром.
Передняя сторона медали представляет собой два вложенных друг в друга круга. В первом круге вдоль верхнего обода надпись «AZƏRBAYCAN RESPUBLİKASI», вдоль нижнего обода — «MİLLİ TƏHLÜKƏSİZLİK ORQANLARI», между ними находятся по три восьмиконечные звезды с обеих сторон. Во втором круге в центре расположена красно-белая лента. На фоне этой ленты в центре медали в рельефе изображена эмблема национального органа безопасности, окрашенная в серебристый цвет. В центре эмблемы расположены числа "1919–2014", под ними - числа "95" серебристого цвета. Эти надписи и изображения окружены дубовыми ветвями вдоль края круга. В центре медали в рельефе изображен эмблема Национального органа безопасности, окрашенная в серебряный цвет, под эмблемой в центре изображены цифры «1919-2014», под этими цифрами — цифры «95» серебристого цвета.
Задняя сторона медали гладкая, в верхней части изображены цифры «95», ниже надпись «AZƏRBAYCAN RESPUBLİKASI MİLLİ TƏHLÜKƏSİZLİK ORQANLARI» и цифры «1919-2014».
Элементы медали включают в себя прямоугольную металлическую пластину размером 27 мм x 39 мм, соединенную с кольцом и зажимом для ношения на одежде. Передняя сторона пластины разделена на две части. В верхней части пластины расположена пятиполосная красно-белая лента. Правая и левая полосы составляют две трети пластины и окрашены в темно-голубой цвет. Оставшаяся треть разделена на три равные секции синего, красного и зеленого цветов, соответствующих цветам государственного флага Азербайджана. В нижней части пластины находится металлическая пластинка с изображением восьмигранника и национального орнамента, шириной 4 мм.
Для крепления медали к одежде предусмотрен элемент из той же ленты, размером 27 мм x 9 мм, с заклепкой.

## Способ ношения
Лица, удостоенные медали, награждаются руководителем соответствующего государственного органа, назначенным исполнительной властью.
Медаль «95-летие национальным органам безопасности Азербайджанской Республики (1919—2014)» размещается на левой стороне груди и следует за другими орденами и медалями Азербайджанской Республики после медали «90-летие национальным органам безопасности Азербайджанской Республики (1919—2009)».